# Guglielmo III di Sassonia
Guglielmo III di Sassonia, detto il Valoroso (Meißen, 30 aprile 1425 – Weimar, 17 settembre 1482), era un principe della casa dei Wettin.
Egli era il figlio più giovane del duca e principe elettore di Sassonia Federico I e della di lui consorte principessa Caterina di Braunschweig-Lüneburg, figlia del duca Enrico I di Brunswick-Lüneburg.

## Biografia
Con la Spartizione di Altenburger  del 1445, Guglielmo III ottenne la parte della Turingia e quella della Franconia ed il fratello maggiore Federico, detto il Mansueto, la parte orientale del Principato. Le miniere rimasero di proprietà comune.
Liti sulla spartizione tuttavia sorsero nel 1446 sfociando nella guerra fratricida di Sassonia, che solo il 27 gennaio 1451 si concluse con la pace di Naumburg.
Nel 1439 Guglielmo fu fidanzato ad Anna d'Austria, figlia del futuro re Alberto II. Anna e Guglielmo si sposarono a Jena.
Guglielmo voleva con questo matrimonio avanzare pretese ereditarie sul Ducato del Lussemburgo, sulla Boemia e sull'Ungheria ed occupò il ducato già nel 1441. Per questo entrò in conflitto con Filippo III di Borgogna, che lo costrinse al ritiro dopo averlo più volte sconfitto. Dopo la morte del fratello di Anna, Ladislao il Postumo, avvenuta nel 1457, egli assunse il titolo di Duca del Lussemburgo. Egli dovette anche rinunciare alle sue pretese sulla Boemia di fronte al re Giorgio di Podiebrad, al cui figlio Enrico di Münsterberg il Giovane (Hinko) diede la figlia Caterina in sposa.
Dal matrimonio con Anna nacquero:
- Margherita di Sassonia-Weimar (1449 – 13 luglio 1501), sposò Giovanni I di Brandeburgo;
- Caterina (1453 – 10 luglio 1534), sposò il duca Enrico II di Münsterberg.

Per la mancanza di figli maschi Guglielmo rinchiuse la moglie nella prigione di Eckartsburg, ove questa morì nel 1462.  Egli sposò quindi la sua amante Caterina di Brandenstein. Per rafforzare questo matrimonio, non conforme al livello nobiliare dello sposo, egli donò alla famiglia della sposa alcuni territori fra i quali il Burg Ranis.
Nel trattato di Eger del 1459 il principe elettore Federico II ed il duca Guglielmo di Sassonia stabilirono con il re di Boemia Georg von Podiebrad i confini fra Boemia e Principato di Sassonia sulla sommità dell'Erzgebirge e la metà del fiume Elba, ancor oggi in gran parte validi.
Guglielmo fu l'ultimo dei Wettin sotto il quale la contea di Turingia fu una signoria autonoma. Poiché egli non ebbe figli maschi, le sue proprietà finirono ai suoi nipoti, figli del fratello maggiore Federico II,  Ernesto (1441 – 1486) e Alberto (1443 – 1500). La sua eredità lussemburghese passò agli Asburgo.

## Ascendenza
|                                |                                     |                                       | Genitori                        |  |  | Nonni |  |  | Bisnonni              |  |  | Trisnonni            |  |
|                                |                                     |                                       |                                 |  |  |       |  |  | Federico II di Meißen |  |  | Federico I di Meißen |  |
|                                |                                     |                                       |                                 |  |  |       |  |  | Federico II di Meißen |  |  | Federico I di Meißen |  |
|                                |                                     | Elisabetta di Lobdeburg-Arnshaugk     |                                 |  |  |       |  |  | Federico II di Meißen |  |  |                      |  |
| Federico III di Meißen         |                                     |                                       |                                 |  |  |       |  |  | Federico II di Meißen |  |  |                      |  |
|                                |                                     | Matilde di Baviera                    | Ludovico il Bavaro              |  |  |       |  |  |                       |  |  |                      |  |
|                                |                                     | Matilde di Baviera                    | Ludovico il Bavaro              |  |  |       |  |  |                       |  |  |                      |  |
|                                |                                     | Matilde di Baviera                    | Beatrice di Slesia-Glogau       |  |  |       |  |  |                       |  |  |                      |  |
| Federico I di Sassonia         |                                     | Matilde di Baviera                    |                                 |  |  |       |  |  |                       |  |  |                      |  |
|                                |                                     | Enrico VIII di Henneberg-Schleusingen | …                               |  |  |       |  |  |                       |  |  |                      |  |
|                                |                                     | Enrico VIII di Henneberg-Schleusingen | …                               |  |  |       |  |  |                       |  |  |                      |  |
|                                |                                     | Enrico VIII di Henneberg-Schleusingen | …                               |  |  |       |  |  |                       |  |  |                      |  |
| Caterina di Henneberg          |                                     | Enrico VIII di Henneberg-Schleusingen |                                 |  |  |       |  |  |                       |  |  |                      |  |
|                                |                                     | Jutta di Brandeburgo                  | …                               |  |  |       |  |  |                       |  |  |                      |  |
|                                |                                     | Jutta di Brandeburgo                  | …                               |  |  |       |  |  |                       |  |  |                      |  |
|                                |                                     | Jutta di Brandeburgo                  | …                               |  |  |       |  |  |                       |  |  |                      |  |
| Guglielmo III di Sassonia      |                                     | Jutta di Brandeburgo                  |                                 |  |  |       |  |  |                       |  |  |                      |  |
|                                | Magnus II di Brunswick-Wolfenbüttel | Magnus I di Brunswick-Wolfenbüttel    |                                 |  |  |       |  |  |                       |  |  |                      |  |
|                                | Magnus II di Brunswick-Wolfenbüttel | Magnus I di Brunswick-Wolfenbüttel    |                                 |  |  |       |  |  |                       |  |  |                      |  |
|                                | Magnus II di Brunswick-Wolfenbüttel | Sofia di Brandeburgo                  |                                 |  |  |       |  |  |                       |  |  |                      |  |
| Enrico di Brunswick-Lüneburg   | Magnus II di Brunswick-Wolfenbüttel |                                       |                                 |  |  |       |  |  |                       |  |  |                      |  |
|                                |                                     | Caterina di Anhalt-Bernburg           | Bernardo III di Anhalt-Bernburg |  |  |       |  |  |                       |  |  |                      |  |
|                                |                                     | Caterina di Anhalt-Bernburg           | Bernardo III di Anhalt-Bernburg |  |  |       |  |  |                       |  |  |                      |  |
|                                |                                     | Caterina di Anhalt-Bernburg           | …                               |  |  |       |  |  |                       |  |  |                      |  |
| Caterina di Brunswick-Lüneburg |                                     | Caterina di Anhalt-Bernburg           |                                 |  |  |       |  |  |                       |  |  |                      |  |
|                                |                                     | Vratislavo VI di Pomerania            | …                               |  |  |       |  |  |                       |  |  |                      |  |
|                                |                                     | Vratislavo VI di Pomerania            | …                               |  |  |       |  |  |                       |  |  |                      |  |
|                                |                                     | Vratislavo VI di Pomerania            | …                               |  |  |       |  |  |                       |  |  |                      |  |
| Sofia di Pomerania             |                                     | Vratislavo VI di Pomerania            |                                 |  |  |       |  |  |                       |  |  |                      |  |
|                                |                                     | Anna di Mecleburgo-Stargard           | …                               |  |  |       |  |  |                       |  |  |                      |  |
|                                |                                     | Anna di Mecleburgo-Stargard           | …                               |  |  |       |  |  |                       |  |  |                      |  |
|                                |                                     | Anna di Mecleburgo-Stargard           | …                               |  |  |       |  |  |                       |  |  |                      |  |
|                                |                                     | Anna di Mecleburgo-Stargard           |                                 |  |  |       |  |  |                       |  |  |                      |  |